# Kolja Afriyie
Kolja Afriyie (Flensburgo, 6 aprile 1982) è un ex calciatore tedesco di origini ghanesi, di ruolo difensore.